# Sirnagalih (Sindangbarang)
Sirnagalih is een bestuurslaag in het regentschap Cianjur van de provincie West-Java, Indonesië. Sirnagalih telt 6171 inwoners (volkstelling 2010).